# COLA-forhold
COLA-forhold (COuples Living Apart) er betegnelsen for to personer, der lever i et ægteskabslignende forhold, men som ikke bor sammen. Betegnelsen står i modsætning til sambo, hvor to mennesker bor som samlevende ægtefæller, men ikke er gift. Et gennemgående træk hos cola-par, er trangen til tosomhedsfølelse, ubetinget kærlighed og lysten til et udviklende sexliv, samtidigt med at man ønsker at pleje egne interesser og være uden hverdagens byrder.
Tendensen til at leve i cola-forhold, er støt stigende i den vestlige verden.